# Abaza (ville)
Pour les articles homonymes, voir Abaza.
Abaza (en russe : Абаза) est une ville de la république de Khakassie, en Russie. Sa population s'élève à 15 802 habitants en 2016.

## Géographie
Abaza est arrosée par la rivière Abakan, un affluent de l'Ienisseï, et se trouve à 152 km au sud-ouest d'Abakan, à 540 km au sud-est de Novossibirsk et à 3 353 km à l'est de Moscou.

## Histoire
Abaza a été fondée en 1856 et développé grâce à la mise en exploitation de gisements de minerais fer. Abaza devint une commune urbaine en 1957 et obtint le statut de ville en 1966.

## Population
Recensements (*) ou estimations de la population
| 1959*  | 1970*  | 1979*  | 1989*  | 2002*  |
| ------ | ------ | ------ | ------ | ------ |
| 11 646 | 15 202 | 15 818 | 17 630 | 18 052 |

| 2010*  | 2013   | 2014   | 2015   | 2016   |
| ------ | ------ | ------ | ------ | ------ |
| 17 115 | 16 491 | 16 238 | 16 009 | 15 802 |